# Villar del Río
Villar del Río es un municipio y localidad española de la provincia de Soria, en la comunidad autónoma de Castilla y León. El término municipal, que forma parte de la comarca de Tierras Altas y del partido judicial de Soria, tiene una población de 156 habitantes (INE 2024).

## Geografía

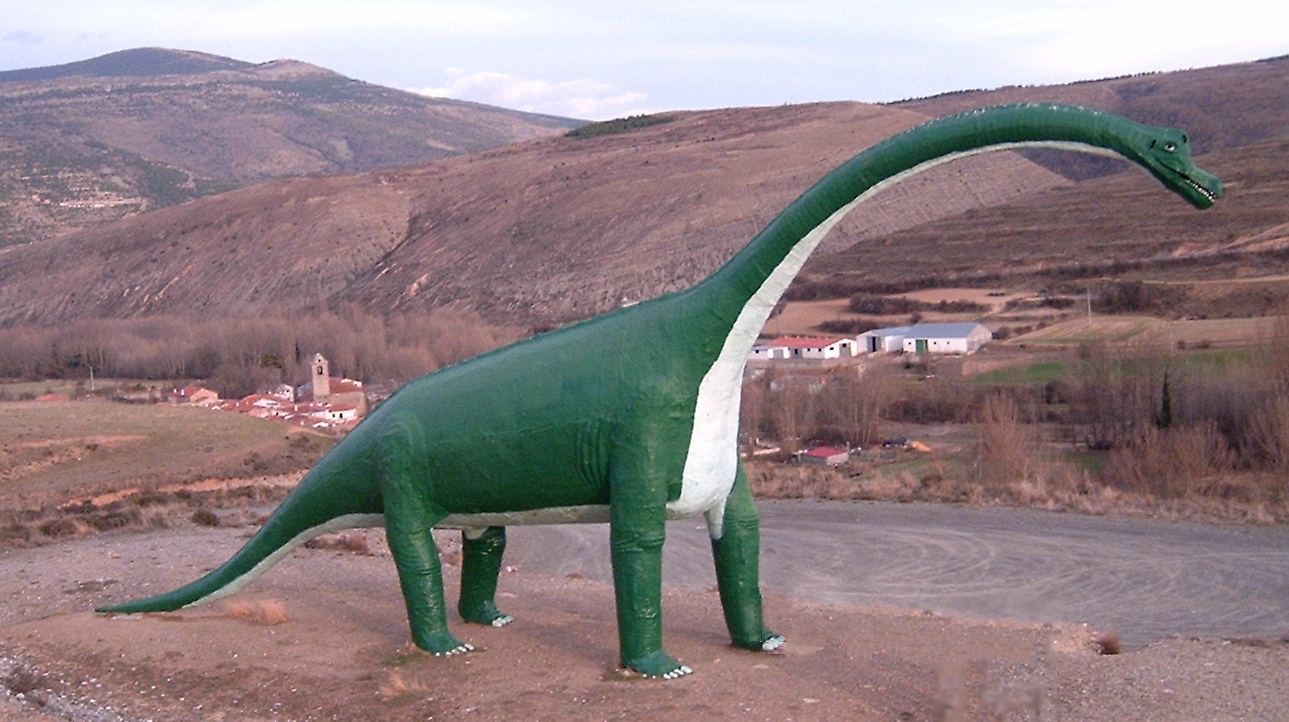
Villar del Río en 2005.

Esta pequeña población de la comarca de Tierras Altas, una de las comarcas de la provincia de Soria, está ubicada en el norte de la provincia y está bañada por el río Cidacos, en la vertiente mediterránea, al sur de sierra de Camero Viejo y sierra del Hayedo de Santiago. Desde el punto de vista jerárquico de la Iglesia católica forma parte de la diócesis de Osma, la cual, a su vez, pertenece a la archidiócesis de Burgos.

### Espacios naturales
Están en su término e incluidos en la Red Natura 2000 los siguientes lugares:
- Lugar de Interés comunitario conocido como Riberas del Río Cidacos y afluentes, que ocupa 61 hectáreas, el 1 % de su término.[2]
- Lugar de interés comunitario conocido como Sierra de Urbión y Sierra de Cebollera, que ocupa 1855 hectáreas, el 15 % de su término.[3]
- Zona de especial protección para las aves conocida como Sierra de Urbión, que ocupa 1923 hectáreas, el 16 % de su término.[4]

### Despoblados
En su término se encuentran los despoblados de Villaseca Bajera y de Aldealcardo.

### Transporte y comunicaciones
La localidad está situada en la carretera autonómica SO-615, a donde confluyen las carreteras provinciales SO-P-1103 a Villar de Maya y la SO-P-1215 a Bretún.

## Historia
El lugar durante la Edad Media formaba parte de la Comunidad de Villa y Tierra de Yanguas, en el Censo de Floridablanca denominado partido de Yanguas, señorío del marqués de Aguilar.
A la caída del Antiguo Régimen la localidad se constituyó en municipio constitucional, entonces conocido como Villaseca Bajera, en la región de Castilla la Vieja, partido de Ágreda, que en el censo de 1842 contaba con 64 hogares y 244 vecinos. A mediados del siglo XIX, el lugar tenía contabilizada una población de 212 habitantes. Aparece descrito en el decimosexto volumen del Diccionario geográfico-estadístico-histórico de España y sus posesiones de Ultramar de Pascual Madoz de la siguiente manera:

VILLAR DEL RIO: l. con ayunt. que lo forma con Villaseca Bagera, en la prov. de Soria (6 leg.), part. jud. de Agreda (8), aud. terr. y c. g. de Burgos, dióc. de Calahorra (9). sit. entre los r. Cidacos y Rinaragra; goza de buena ventilacion y clima sano, aunque afecto á fiebres intermitentes. Tiene 60 casas; la consistorial; escuela de instruccion primaria frecuentada por 20 alumnos de ambos sexos, y dotada con 1,300 rs.; una igl. parr. filial de la de Yanguas, servida por un teniente cura. Confina el térm. con los de Matalascasas, Yanguas, Aldeaelcardo, Bretun y Valduerteles: el terreno fertilizado por los espresados r., sobre cada uno de los que hay un puente, es de buena calidad. caminos: los locales. prod.: trigo, cebada, centeno, avena, legumbres, patatas, verduras y buenos pastos, con los que se mantiene ganado lanar, cabrio y las yuntas necesarias para la agricultura, única ind. á que se dedican los vec. comercio: esportacion del sobrante de frutos, ganado y lana, é importacion de los art. que faltan. pobl.: 54 vec., 212 alm. cap. imp.: 33,714 rs. 4 mrs.
(Madoz, 1850, p. 248)

A finales del siglo XX creció el término del municipio porque incorporó a Bretún, con Valduérteles; La Cuesta, con Aldealcardo; Diustes, con Camporredondo; Huérteles, con Montaves y Villar de Maya, con Santa Cecilia.

## Demografía
Cuenta con una población de 156 habitantes (INE 2024).
| Gráfica de evolución demográfica de Villar del Río (municipio) entre 1842 y 2021 |
| |
| Población de derecho según los censos de población del INE. Población de hecho según los censos de población del INE.En 1971 crece el término del municipio porque incorpora a Bretún, La Cuesta, Diustes, Huérteles y Villar de Maya |

### Demografía reciente del núcleo principal
Villar del Río (localidad) contaba a 1 de enero de 2010 con una población de 69 habitantes, 43 hombres y 26 mujeres.

### Población por núcleos
| Núcleos          | Habitantes (2000) | Habitantes (2010) |
| ---------------- | ----------------- | ----------------- |
| Villar del Río   | 66                | 69                |
| Aldealcardo      | 0                 | 0                 |
| Bretún           | 13                | 16                |
| Camporredondo    | 2                 | 1                 |
| Diustes          | 3                 | 5                 |
| Huérteles        | 60                | 64                |
| La Cuesta        | 1                 | 6                 |
| La Laguna        | 3                 | 4                 |
| Montaves         | 14                | 5                 |
| Santa Cecilia    | 5                 | 6                 |
| Valduérteles     | 5                 | 1                 |
| Villar de Maya   | 8                 | 3                 |
| Villaseca Bajera | 0                 | 0                 |

## Yacimientos
Cuenta con los siguientes Bienes de Interés Cultural en la categoría de zona arqueológica, todos ellos declarados el 5 de mayo de 2005.
- Fuente la Dehesa
- Fuentescalvo en Villaseca Bajera.
- La Calavera
- La Dehesa
- La Ventizuela
- Las Palomeras
- Serrates I
- Villaseca 32 en Villaseca Bajera.

Forma parte de la Ruta de las Icnitas con icnitas o huellas tridáctilas de dinosaurios carnívoros.

## Curiosidades
La película Bienvenido, Mister Marshall, de Berlanga, se ambienta en un pueblo con el nombre de Villar del Río, aunque el rodaje de exteriores se realizó en el municipio madrileño de Guadalix de la Sierra.